# Hammershus
 For alternative betydninger, se Hammershus (flertydig). (Se også artikler, som begynder med Hammershus)
Hammershus er ruinen af en middelalderborg på Bornholms klippeknude ud til kysten syd for Hammerknuden på Bornholms nordvesthjørne. Hammershus er Nordeuropas største borgruin. Det er en af Bornholms største attraktioner og besøges hvert år af omkring 400.000, hvilket gør den til én af landets mest besøgte turistattraktioner, men da der er gratis adgang bliver den ikke regnet med i VisitDenmarks årlige opgørelse.
I 2018 åbnede kronprinsesse Mary og miljø- og fødevareminister Esben Lunde Larsen et nyt besøgscenter tegnet af Christoffer Harlang i samarbejde med Arkitema Architects ved siden af fæstningen, som var tilblevet ved donation fra Almenfonden.

## Historie
Borgen menes grundlagt i begyndelsen af 1200-tallet, muligvis efter overenskomst mellem kong Valdemar Sejr og ærkebiskoppen i Lund, Anders Sunesen. Rimeligvis er det den borg Jakob Erlandsen nævnte, da han forsvarede sine byggeaktiviteter med, at han blot udbyggede en eksisterende borg, da Christoffer 1. klagede over, at han brød forbuddet imod at bygge nye borge.
I 1265 blev borgen erobret af Erik Klipping, men blev givet tilbage til ærkebiskoppen i 1276, så den under de næste ærkebiskopper Jens Grand og Esger Juul kunne spille en vigtig rolle i magtspillet mellem konge og kirke.
Erik 6. Menved var utilfreds med, at fredløse kunne søge ly på borgen, og i 1319 lykkedes det marsk Ludvig Albertsen Eberstein at indtage borgen.
Eberstein var først kongens høvedsmand på borgen, men da den i 1321 blev givet tilbage til ærkebiskoppen af Christoffer 2., var han borgherre for ærkebispesædet i Lund. I 1324 – 1325 forsvarede han borgen mod angreb og belejring af rigsmarsk Peder Vendelbo. Efter 16 måneders belejring overgav Eberstein sig, og kong Valdemar Atterdag overtog herredømmet over borgen, men gav den kort efter tilbage til ærkebispesædet, der beholdt borgen indtil 1522, da Christian 2. gjorde krav på Hammershus og satte biskoppen fra Odense, Jens Andersen Beldenak, i varetægt på borgen.
I 1522 blev Hammershus erobret af lübeckerne. De istandsatte borgen og benyttede den i de år, de fra 1526 havde Bornholm i pant. Fra 1576 var Hammershus atter på den danske konges hænder.
Ved Roskildefreden i 1658 fik svenskerne også Bornholm, og de indsatte Johan Printzensköld som guvernør. De bornholmske oprørere ledet af Jens Pedersen Kofoed slog ham, i december samme år, ihjel i Rønne og erobrede dagen efter borgen. Det var Villum Clausen der dræbte Guvernøren. Herefter gav de øen til den danske konge.

### Fæstningsværk og statsfængsel
Hammershus er anlagt på en 74 meter høj klippe og fylder med sine forborge et areal på henved 35.000 kvadratmeter. Ringmurene har en længde på omkring 750 meter. I det nordvestlige hjørne finder man en dam, der kan have forsynet slottet med fersk vand. Mod havet er der stejle klipper og til de andre sider vanskeligt passabelt, klippefyldt terræn. Manteltårnet blev opført af Bernt Knop, som også forstærkede fæstningsværkerne, der fordrev to svenske orlogsskibe med sine kanoner så sent som i 1645.
Efter 1576, hvor borgen igen var på danske hænder, lod man den forfalde, fordi den efterhånden betragtedes som et utidssvarende fæstningsværk, f.eks. på grund af skydevåbenes forbedring. Den blev derfor anvendt som statsfængsel for bl.a. Corfitz Ulfeldt og Leonora Christina Ulfeldt, der blev indsat i 1660. Efter deres flugt fra Manteltårnet og tilfangetagelse blev de placeret i et mørkt slotskapel, men senere igen indsat i Blåtårn – på hver sin etage.
Det tyske læge, alkymist og okkultist Johann Conrad Dippel (en) sad fra 1719 til 1724 fængslet på Hammershus.
I 1743 blev Hammershus rømmet og anvendt som stenbrud, der blandt andet blev brugt til at bygge Hovedvagten i Rønne, den sidste slotspræst var allerede i 1648 befordret til sognepræsten i Nyker. I 1822 blev borgen – ruinen heraf – fredet.

## Galleri
- Hammershus
- Hammershus
- Ruinen set fra indgangen
- Brolagt vej op imod den indre borg
- Porten ind til Manteltårnet
- Ruiner af Hammershus (Luftfotografi)
- Ruiner af Hammershus (Luftfotografi)
- Grundplan over Hammershus
- Nordenden af Bornholm med Hammershus ruin, omkring 1900
- En guide på Hammershus forklarer hvor Leonora Christina Ulfeldt sad fængslet
- Hammershus, set fra øst